# Eötvös György (artista)
Eötvös György (Nagykanizsa, 1952. július 18. – Budapest, 2022. április 6. előtt) a Magyar Köztársasági Érdemrend Kiskeresztjével kitüntetett artistaművész.

## Élete
Az Eötvös cirkuszdinasztia tagja, húszévesen szerzett diplomát az Állami Artistaképző Intézetben. Ott alakult a négy fiúból és két lányból álló gumiasztalcsoportjuk, az Astorelly Csoport, melynek vezetője és meghatározó tagja lett. A csoport tagjaként évekig dolgozott Európa számos cirkuszában, egy évig pedig az amerikai Ringling Cirkuszban. 1972-ig szüleivel id. Eötvös Györggyel és Richter Ibolyával közösen lépett fel az Európában egyedülálló vízilószámukban. 1994-ig szerepelt a manézsban gumiasztal számával, utána művészeti vezető lett a Fővárosi Nagycirkuszban, a Magyar Cirkusz és Varieté Vállalatnál. 
Ő találta ki az 1994-től éveken át nagy sikerrel futó Mi van a puttonyban? című karácsonyi cirkuszi műsorsorozatot, amellyel magyarországi nagyvárosokban népszerűsítették a cirkuszművészetet. Artistaművészi és művészmenedzseri tevékenysége elismeréseként 1997-ben megkapta a Magyar Köztársasági Érdemrend Kiskeresztjét. Lánya, Krisztina szintén artista lett.

## Díjai
- A Magyar Köztársasági Érdemrend kiskeresztje (1997)